# Chavannes-près-Renens
Chavannes-près-Renens é uma comuna da Suíça, situada no distrito do Ouest lausannois, no cantão de Vaud. Tem 1,65 km² de área e sua população em 2018 foi estimada em 7.724 habitantes.